# Judas Kiss (film, 2011)
Pour les articles homonymes, voir Judas Kiss.
 (décembre 2015).
Pour plus de détails, voir Fiche technique et Distribution.
Judas Kiss est un film dramatique américain sorti en 2011, dirigé par J. T. Tepnapa (en) et écrit par Tepnapa et Carlos Pedraza. Y jouent Charlie David, Richard Harmon, Brent Corrigan et Timo Descamps,,,.
Un cinéaste désabusé retourne sur le lieu de ses études où il se retrouve piégé dans une lutte acharnée entre son passé douloureux et son avenir incertain. 

## Distribution
- Charlie David : Zachary "Zach" Wells
- Richard Harmon : Daniel "Danny" Reyes, Jr.
- Brent Corrigan : Chris Wachowsky
- Timo Descamps : Shane Lyons
- Julia Morizawa (en) : Abbey Park
- Ron Boyd : Ralph Garlington
- Troy Fischnaller : Topher Shadoe
- Samantha Rund : Rebecca Lynn
- Ronee Collins : Kimberly Reyes
- Laura Kenny : Mme Blossom
- Dale Bowers : Old Man Welds
- Vince Valenzuela : Daniel Reyes, Sr.
- Matt Smith : Jude
- Tim Foutch : Tommy
- Julian LeBlanc (arz) : Nate
- Genevieve Buechner (en) : Samantha

## Fiche technique
- Titre original et français : Judas Kiss
- Réalisation : J. T. Tepnapa (en)
- Scénario : J. T. Tepnapa (en) et Carlos Pedraza
- Costumes : Anthony Tran
- Photographie : David Berry
- Montage : Whitney Dunn
- Musique : Brad Anthony Laina
- Production :
  - Producteur : Carlos Pedraza ;
  - Coproducteur : Jody Wheeler ;
  - Producteurs délégués : Charlie David, J. T. Tepnapa (en), John Titchenal et Steve Parker ;
  - Coproducteurs délégués : Alan Batie et Paul Lei ;
- Producteurs associés : Charles Brewer et Paul Cooke
- Société(s) de production : Blue Seraph Productions
Border2Border Entertainment
- Société(s) de distribution : Wolfe Video (Amérique du Nord)
- Budget : 500 millions $
- Pays d'origine :  États-Unis
- Langue originale : anglais
- Genre : Drame
- Durée : 94 minutes
- Dates de sortie : 
  - États-Unis : 1er avril 2011 (Phoenix Film Festival (en))
  - France : 14 mars 2012 (DVD)
  - Canada : 11 août 2011
  - Belgique : 21 novembre 2011
  - Allemagne : 16 octobre 2011
  - Suède : 30 septembre 2011

## Bande originale
1. Crash, par Brian Lam
2. Analog Girl, par Oak & Gorski
3. Stereotype, par Mayda
4. Like It Rough, par Timo Descamps
5. Confrontation, par Brad Anthony Laina
6. Stimulate, par Ikonik
7. Zach’s Lament, par David Yancey
8. Who Am I?, par Brad Anthony Laina
9. Key to the Future, par Brad Anthony Laina
10. Judas Kiss, par Brad Anthony Laina
11. If I Fall (Cast Recording, featuring Brian Lam and Brad Anthony Laina), par Brian Lam
12. If I Fall (Original Artist), par Brian Lam